# José Eduardo Evangelista Franco Cheis
José Eduardo Evangelista Franco Cheis nascido em Santa Maria, Lisboa a 28 de Março de 1947 (77 anos), foi um político português.

## Biografia

### Primeiros anos
José Cheis nasceu em Lisboa, tendo no entanto vivido sempre em Sesimbra até ao final da sua formação académica e cumprimento do serviço militar. Moraria depois em Santiago do Cacém tendo voltado a Sesimbra em 1999.

### Carreira política e profissional
Formou-se como Engenheiro Técnico Agrário na Escola de Regentes Agrícolas de Santarém no ano de 1968 tendo posteriormente estagiado e exercido a profissão em Angola, Moçambique e posteriormente em Portugal, vindo a fixar-se em Alvalade do Sado onde exerceu o cargo de director de uma cooperativa agrícola até 1979.

###### Comissão concelhia de Santiago do Cacém do Partido Comunista Português
Membro da comissão concelhia do Partido Comunista Português entre 1977 e 1999.

###### Presidente da Câmara - Santiago do Cacém
Convidado pelo Partido Comunista Português, onde militava, para encabeçar a lista de candidatos da Aliança Povo Unido à Câmara Municipal de Santiago do Cacém nas eleições autárquicas de 1979, foi eleito presidente da câmara nesse mesmo ano, ocupando o cargo até ao final de 1982.

###### Vereador Municipal - Santiago do Cacém
A partir 1983, exerce funções como vice-presidente e vereador municipal nos mandatos presididos por Sérgio Brígido Martins e posteriormente Ramiro Francisco Guiomar Beja até 1993.

###### Membro da Assembleia Municipal
Foi membro eleito da Assembleia Municipal entre 1993 e 1995.

###### Assessor do Presidente da Câmara Municipal de Santiago do Cacém
Foi assessor do presidente, Ramiro Beja, entre 1993 e 1999.

###### Comissão concelhia de Sesimbra doPartido Comunista Português
Membro da comissão concelhia entre 2000 e 2012.

###### Secretário da Vereação da Câmara Municipal de Sesimbra
Secretário da vereação entre 2002 e 2005.

###### Adjunto do Presidente da Câmara Municipal de Sesimbra
Adjunto do presidente da câmara entre 2005 e 2012 tendo sido exonerado do cargo a seu pedido após AVC debilitante, que motivou a sua saída.

## Homenagens

#### Medalha de Prata comemorativa do 25º Aniversário do Poder Local - Santiago do Cacém
Atribuída em 2001 pelo município de Santiago do Cacém.

#### Medalha de Honra do Município de Santiago do Cacém
Concedida em 2009 pelo seu contributo enquanto presidente e vereador da Câmara Municipal de Santiago do Cacém e eleito na Assembleia Municipal. 

#### Medalha de Mérito Autárquico - Grau Prata do município de Sesimbra
Atribuída em 2017 pelo trabalho prestado ao serviço do município de Sesimbra 